# Равестейн, Ян ван
Ян Антонис, или Ян Антони ван Равестейн (нидерл. Jan Antonisz van Ravesteyn, Jan Anthonie van Ravesteyn; ок. 1570, Гаага — до 21 июня 1657, Гаага) — голландский живописец-портретист, рисовальщик и гравёр при голландском дворе в Гааге. Последователь выдающегося делфтского портретиста Михила Янса ван Миревелта.

## Биография
О происхождении и художественном образовании Ян ван Равестейна известно мало. Художник упоминается в городском архиве Гааги с 1597 года. В этом городе он жил до самой смерти. В 1598 году стал членом гаагской Гильдии Святого Луки.
В 1604 году он женился на Анне Арентс ван Берендрехт (Anna Arentsz van Berendrecht), и в том же году историограф Карел ван Мандер в «Книге о художниках» (нидерл. Het Schilder-Boeck, 1604) упомянул его как хорошего мастера (хотя его самые ранние работы датируются 1611 годом). В 1608 году Равенстейн приобрёл дом и в 1628 году переехал на Молстраат. В 1640 году умерла его жена, и в том же году его дочь Мария вышла замуж за одного из его учеников, художника Адриана Ханнемана. В 1654 году он переехал на Нобельстраат рядом с домом дочери. В 1656 году он покинул Гильдию Святого Луки вместе с группой недовольных друзей-художников и стал одним из основателей «Братства живописцев» (Confrerie Pictura). Он был католиком, и его имя часто встречается в качестве свидетеля в записях церкви на Молстраат, например, о свадьбе его дочери Агнес в 1641 году с Виллемом ван Кулемборгом.
В его мастерской было создано множество портретов официальных лиц королевского дома Нассау, и он конкурировал с Миревелтом за несколько заказов. Ему позировали многие известные люди, однако трудно определить, какие именно работы можно отнести к его творчеству, поскольку его брат Антони и другие однофамильцы также были художниками в тот же период. Равестейн писал также групповые портреты членов стрелкового ополчения Гааги (Schutterstuk). Портреты работы Равестейна отличает ясная тональная моделировка и внимание к характерным деталям портретируемых. Только за период с 1611 по 1624 год художник написал двадцать четыре портрета высших сановников Гааги. Среди его известных произведений — портрет семьи ван Равестейн в Брауншвейге.
Портрет самого Равестейна написал знаменитый Антонис Ван Дейк.
Сын Яна, Арнольд ван Равестейн (1614—1690), обучался живописи у отца и также стал живописцем. Ван Равестейн был учителем Дирка Абрахамса, Лендерта Бартутса, Йоханнеса Харменса Борсмана, Альберта Диркса Кеппира, Питера Крена, Якоба Диркса ван ден Эндена, Франсиса де Гольца, Адриана Ханнемана, Барента Янса, Томаса Оуватера, Клемента Рама, Яна Рассенбурха, Фредерика Сонниуса, Дирка Верлера и Паувелса Виллемса.

## Портретная галерея Яна ван Равестейна

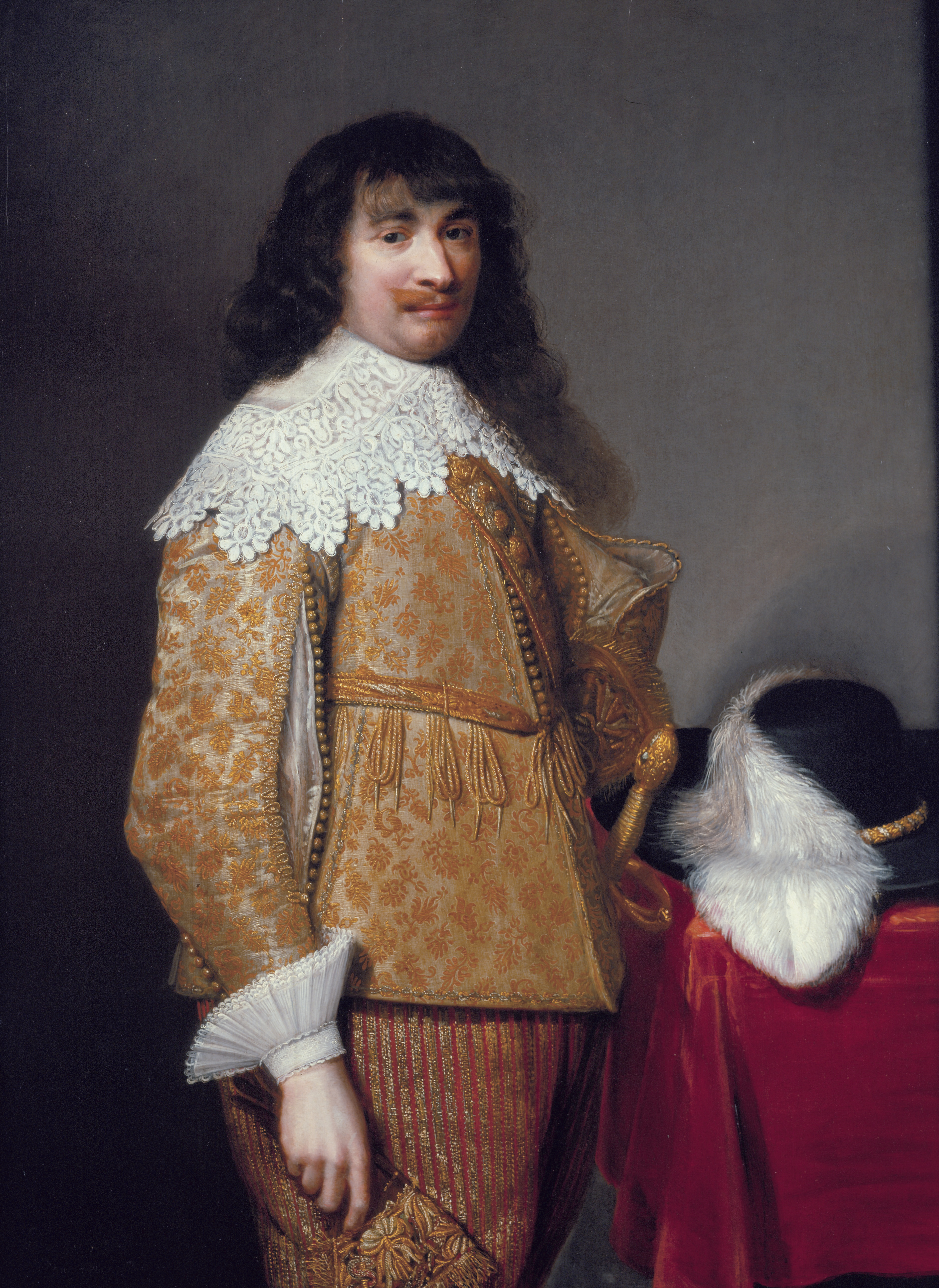
Портрет неизвестного офицера. 1634. Дерево, масло. Исторический музей, Гаага
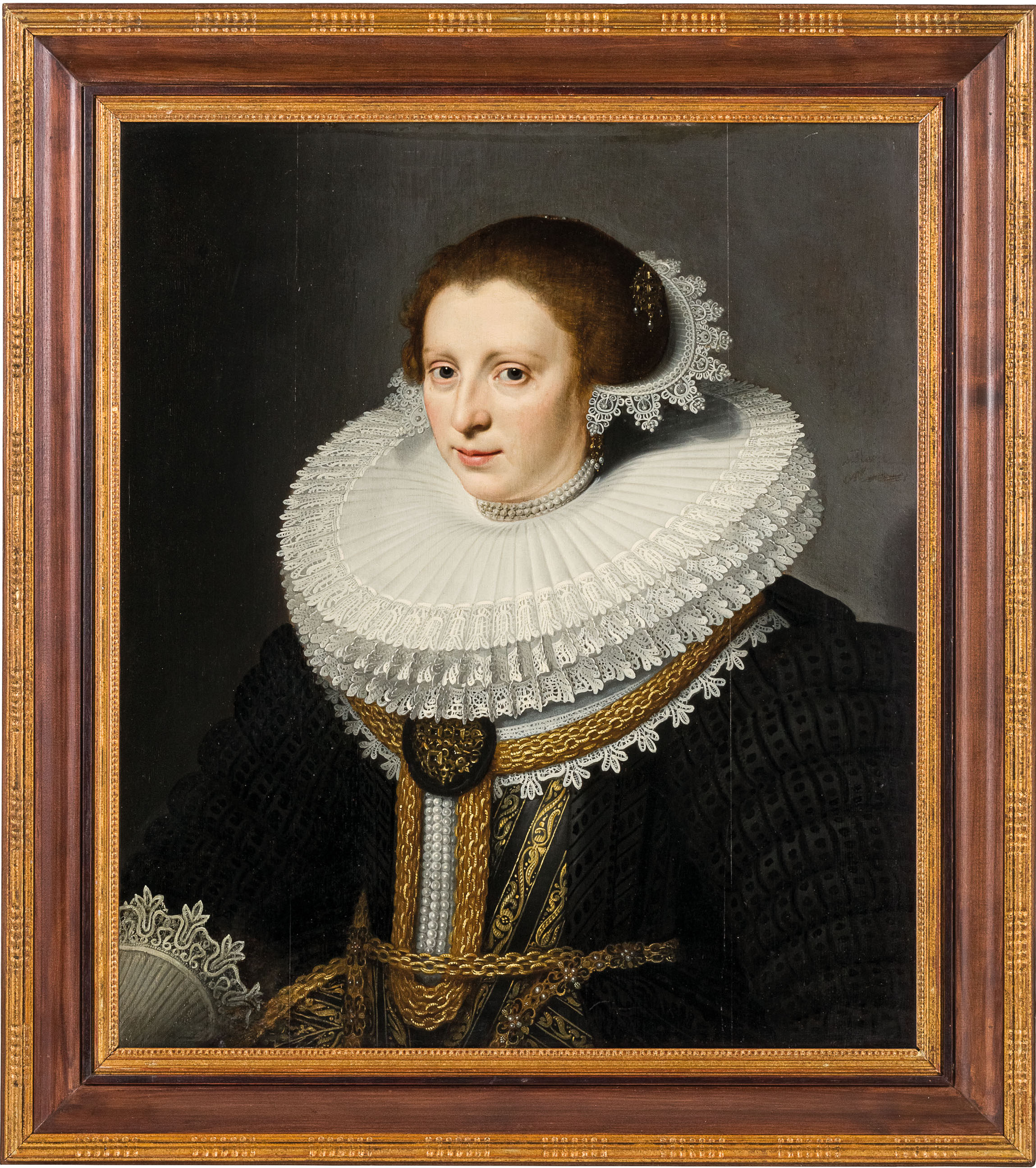
Портрет дамы. 1635. Дерево, масло
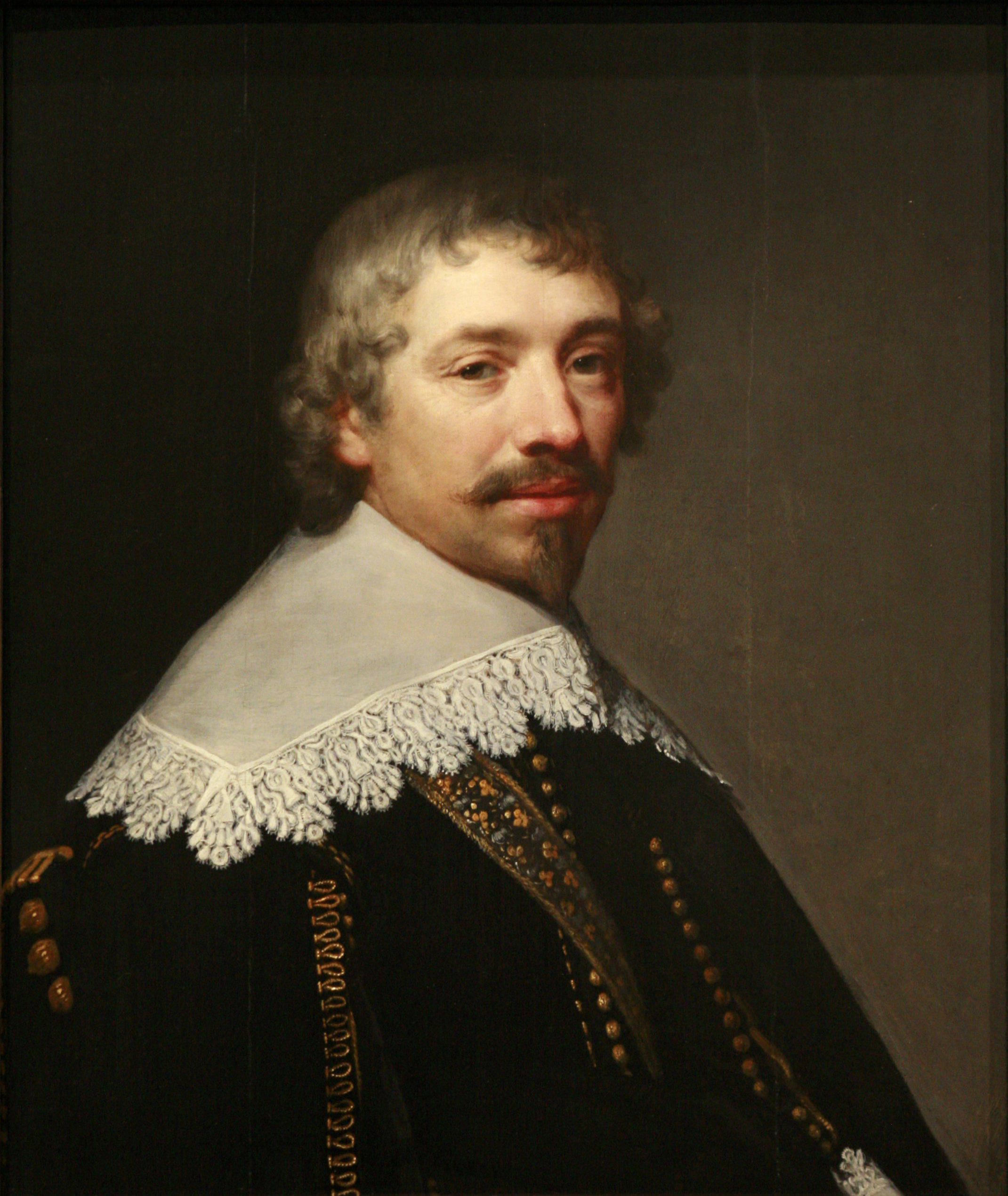
Мужской портрет. 1636. Дерево, масло. Музей изобразительного искусства, Страсбург
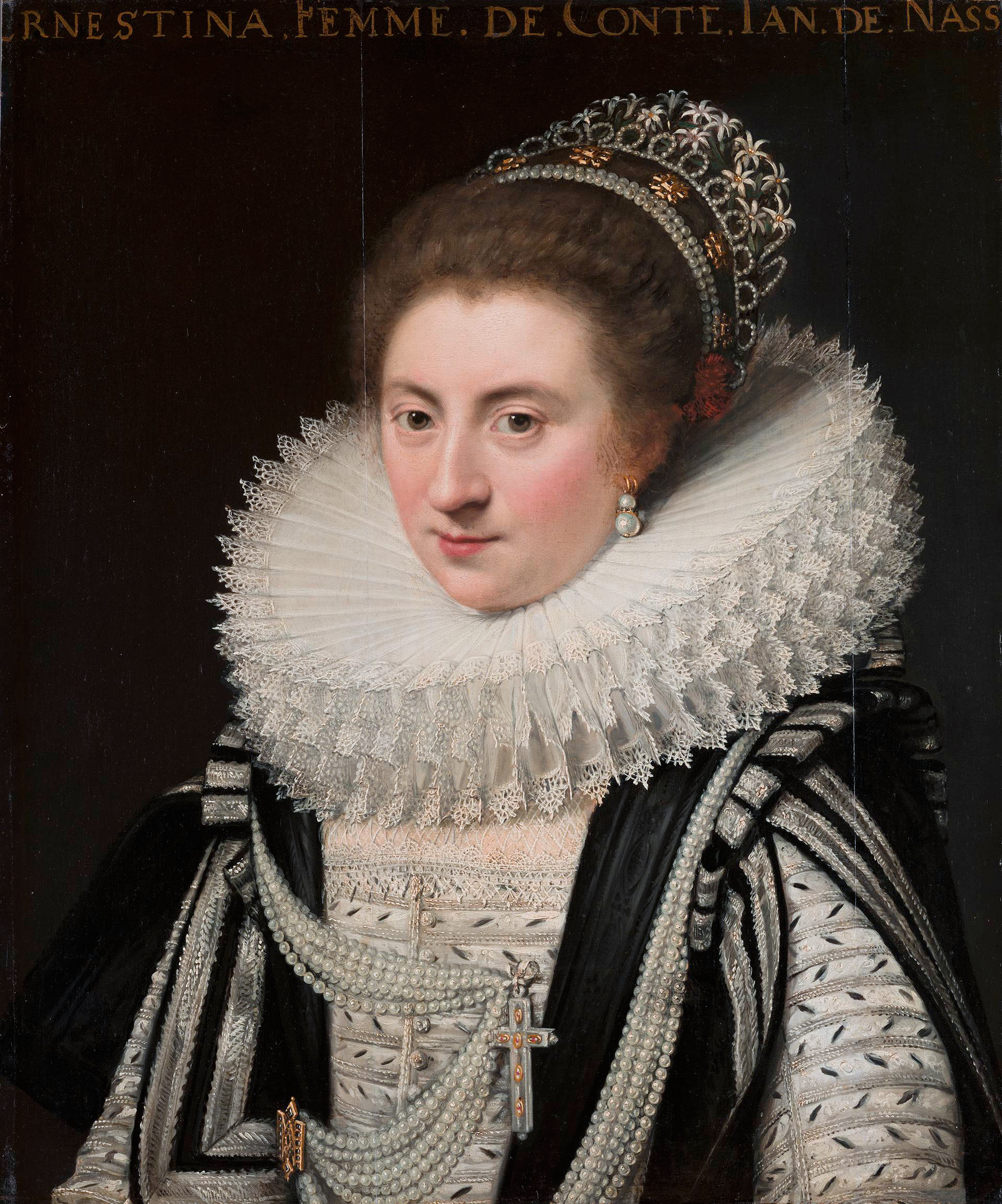
Портрет Эрнестины Йоланд, принцессы ван Линь. Ок. 1620. Дерево, масло. Маурицхёйс, Гаага
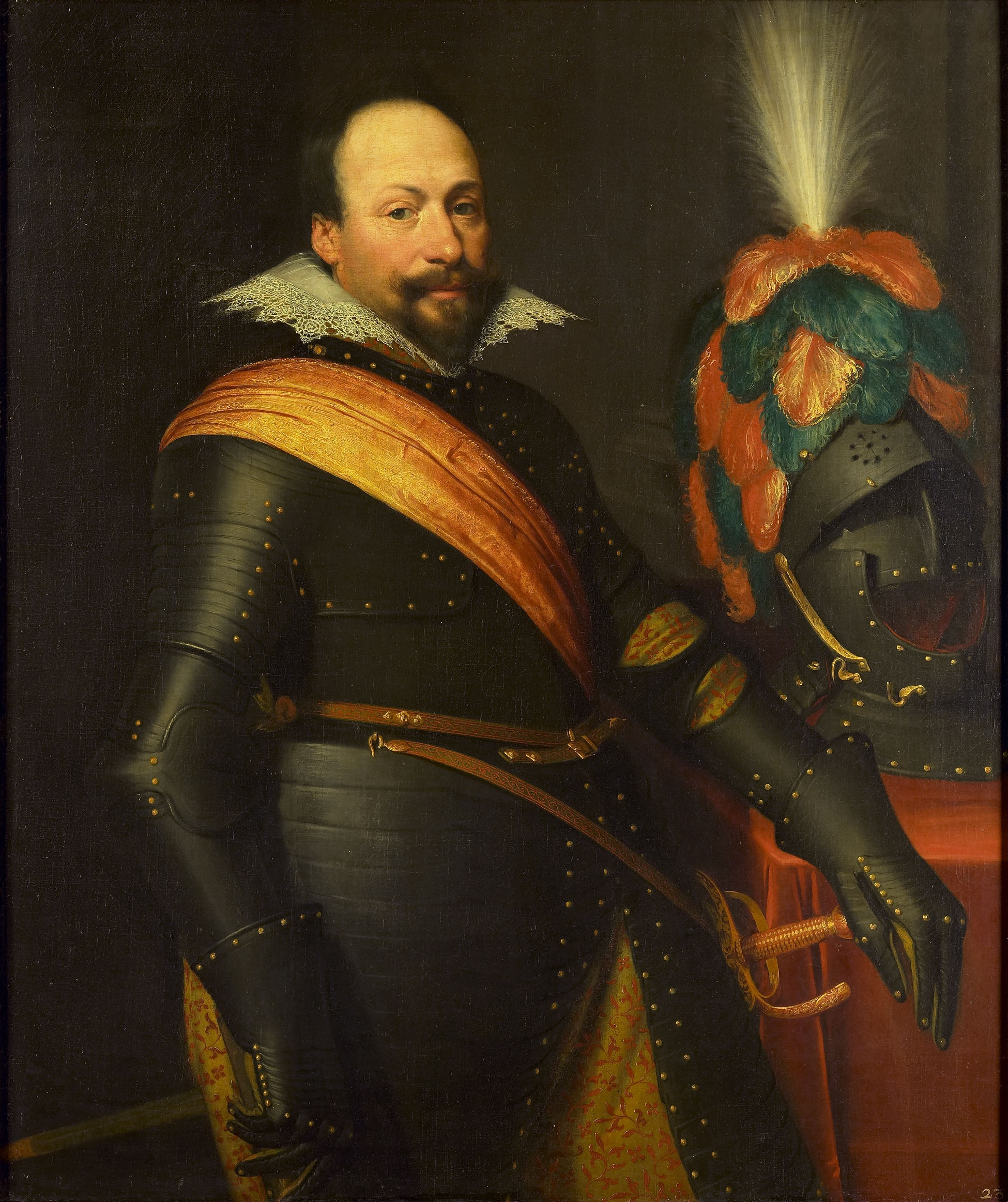
Портрет Даниеля де Хертайнга. 1612. Холст, масло. Маурицхёйс, Гаага
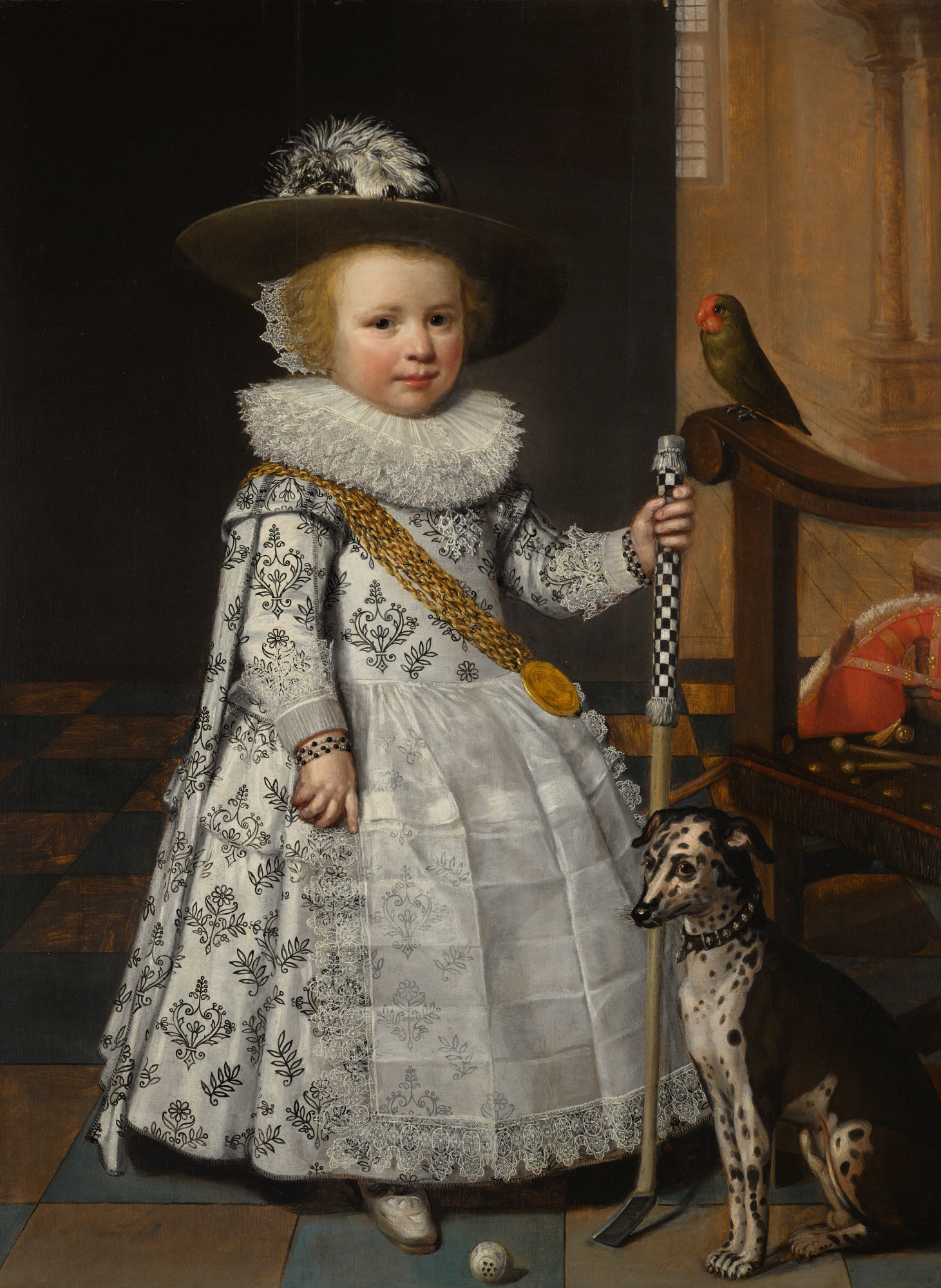
Портрет юного игрока в гольф. 1626. Дерево, масло. Частное собрание
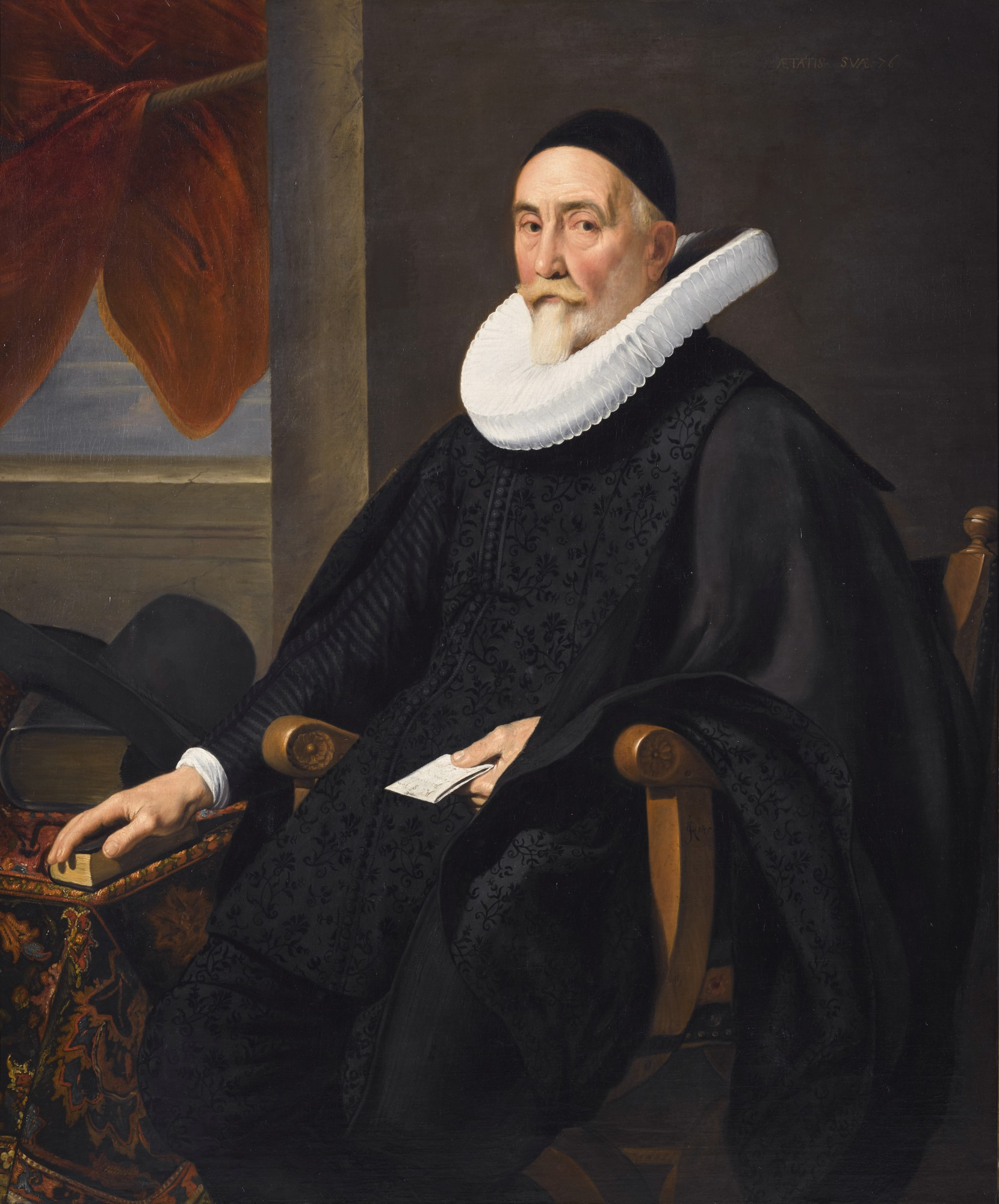
Портрет сидящего министра. 1635. Холст, масло. SØR Коллекция, Эльде, Германия